# Redevență
Redevența este un termen care desemnează o obligație financiară pe care o companie sau o persoană o are de plătit la intervale regulate. Această obligație se naște din uzul unei proprietăți și recompensează proprietarul de drept.
De obicei redevența este stabilită prin intermediul unui contract de licențiere. Acesta definește termenii sub care o resursă anume: petrol, minerale sau o proprietate precum patente, mărci înregistrate sau drepturi de autor sunt concesionate de către o parte către alta. Această concesionare poate fi limitată de anumite restricții sau poate fi subiectul unor limitări anume, în funcție de detaliile stabilite între părțile contractante. Limitările pot ține de perioada de timp pentru care acel bun este concesionat, de profilul afacerii și produsului propriu-zis sau de teritoriul geografic Aceste contracte de concesionare pot și sunt cel mai adesea reglementate, mai ales de către stat în cazul în care este vorba de resursele naturale ale unei țări.

## Etimologie
Etimologic, termenul ”redevență” provine din franțuzescul ”redevance”, care la rândul său vine de la verbul ”redevoir” – a datora în continuare.

## Definiție
Redevența este o datorie, o obligație care este plătită, în bani sau în natură, sub formă de cote, periodic și la date fixe. Plata este făcută către deținătorul unui patent, brevet de invenţie al unor drepturi de autor, al unei francize sau al unor terenuri cu resurse naturale. În principiu, rolul redevenței este de a compensa proprietarul pentru folosirea bunului respectiv.Cota de redevență poate fi fixă sau variabilă, ultima rezultând din aplicarea unor cote procentuale la cifra de afaceri realizată prin folosirea bunului concedat, la mărimea productiei obținute pe terenul concedat.

### Redevențe în România
În România, prin Legea petrolului redevențele se calculează ca procente din valoarea producției. În funcție de dimensiunea zăcământului procentele aplicate variază între 3,5% și 13,5%, atât pentru petrol, cât și pentru gazele naturale. 
Statul român a colectat în primele zece luni ale 2012 redevențe de circa 1,5 miliarde de lei (340 de milioane de euro), în creștere cu 9% față de perioada similară din 2011. 
Cea mai mare parte din aceasta suma, peste 80%, este de obicei contribuția companiilor Petrom (cel mai mare producător de petrol) și Romgaz (unicul producator de gaze din România).